# Ашшур-дан II
Ашшур-дан II — правитель Ассирії у другій половині X століття до н. е.

## Правління
Зумів призупинити тривалу кризу на ассирійських землях. Будував міста й укріплення, надавав допомогу селянам, надаючи їм знаряддя праці. Піклувався про відновлення країни у межах її природних кордонів. Він здійснив перші після тривалої перерви походи проти кочових племен арамеїв, повернув території, втрачені за правління його пращурів Шульману-ашареда II й Ашшур-рабі II, а також захопив багату здобич.